# 图瓦西勒代塞尔
图瓦西勒代塞尔（法語：Thoisy-le-Désert，法語發音：[twazi lə dezɛʁ]）是法国科多尔省的一个市镇，属于博讷区。

## 地理
图瓦西勒代塞尔（47°14'49"N, 4°31'29"E）面积13.06 平方千米，位于法国勃艮第-弗朗什-孔泰大區科多尔省，该省份为法国中东部省份，北起奥布省，西接涅夫勒省和约讷省，南至索恩-卢瓦尔省，东南接汝拉省，东临上索恩省，东北部与上马恩省接壤。
与图瓦西勒代塞尔接壤的市镇（或旧市镇、城区）包括：贝勒诺苏普伊、梅伊叙鲁夫尔、埃塞、阿尔芒松河畔沙伊、沙泰勒诺、欧苏瓦地区普伊。

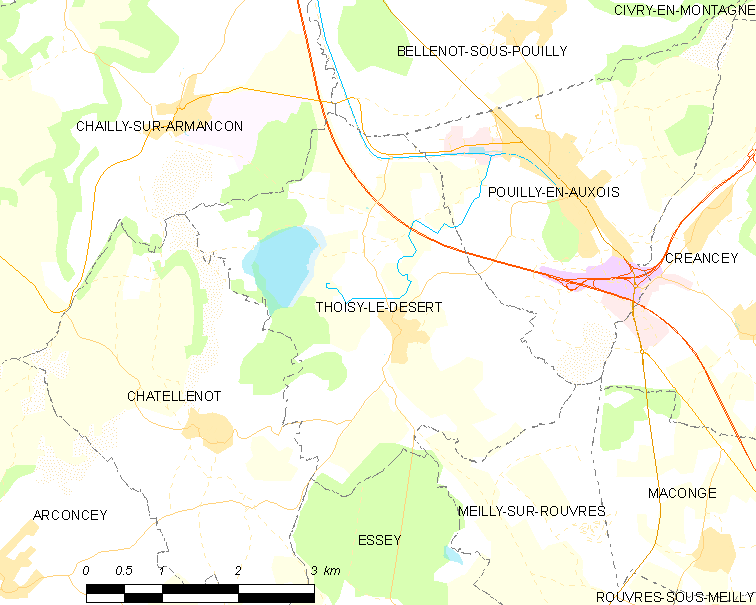
图瓦西勒代塞尔的OSM定位图

图瓦西勒代塞尔的时区为UTC+01:00、UTC+02:00（夏令时）。

## 行政
图瓦西勒代塞尔的邮政编码为21320，INSEE市镇编码为21630。

## 政治
图瓦西勒代塞尔所属的省级选区为阿尔奈勒迪克县。

## 人口

1962-2008年间图瓦西勒代塞尔人口变化图示

图瓦西勒代塞尔于2022年1月1日时的人口数量为215人。